# Angella Taylor-Issajenko
Angella Taylor-Issajenko, kanadska atletinja, * 28. september 1958, Jamajka.
Nastopila je na olimpijskih igrah v letih 1984 in 1988, leta 1984 je osvojila srebrno medaljo v štafeti 4×100 m in osmo mesto v teku na 100 m. Na panameriških igrah je osvojila srebrno medaljo v teku na 200 m in bronasto v teku na 100 m leta 1979, na igrah Skupnosti narodov pa zlate medalje v teku na 100 m, 200 m in štafeti 4x400 m, srebrni medalji v štafeti 4x100 m ter bronasti v teku na 100 m in 200 m. Po koncu kariere je priznala doping, zaradi česar so ji odvzeli svetovne in državne rekorde.